# لوکسژن
لوکسژن (انگلیسی: Luxgen) یک شرکت تایوانی است که در ژانویه سال ۲۰۰۹ تأسیس شد. این شرکت در حال حاضر توسط شرکت یالون اداره می‌شود و شرکت دانگفنگ یولان را اداره می‌کند.

## نگارخانه

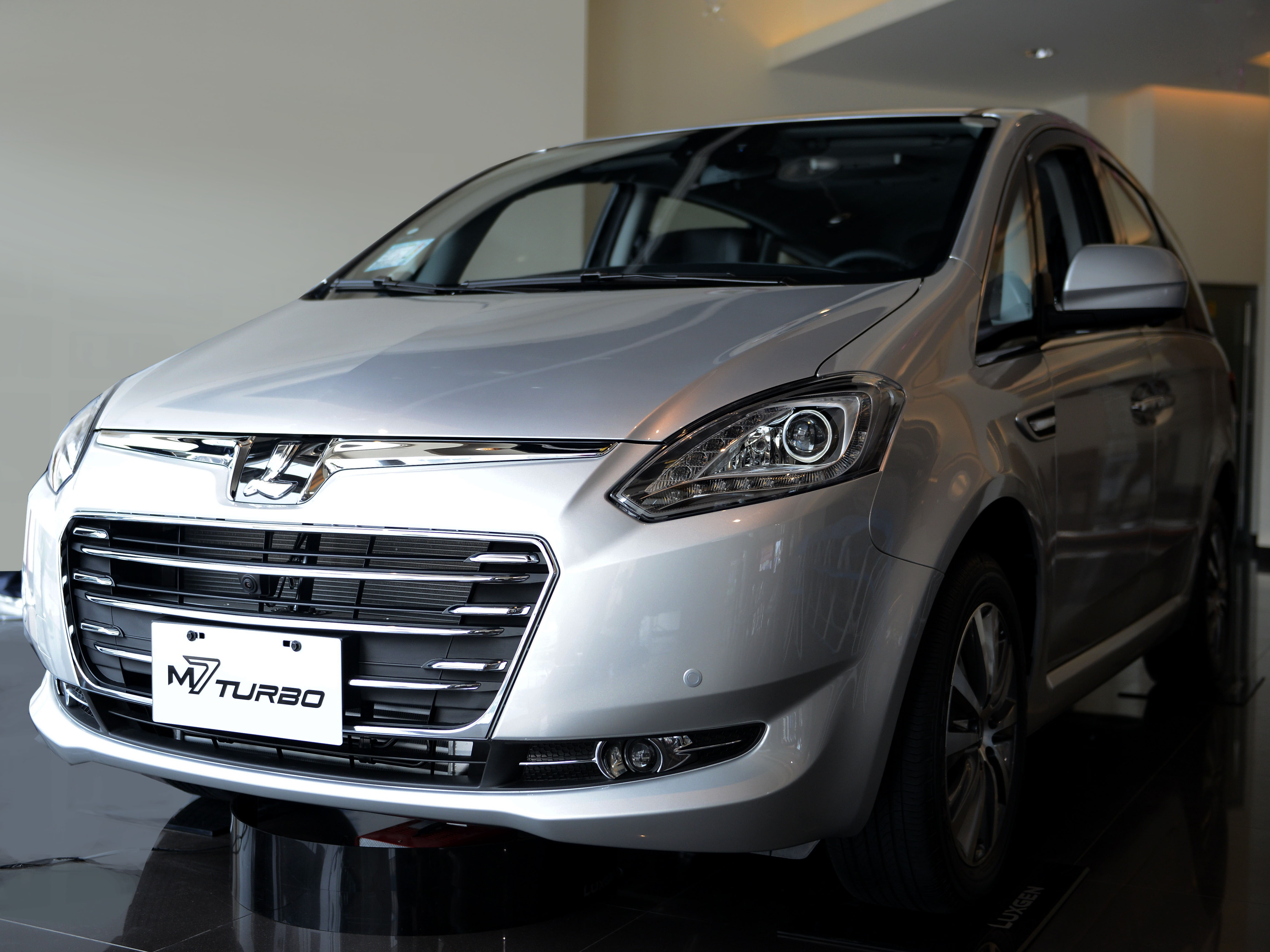
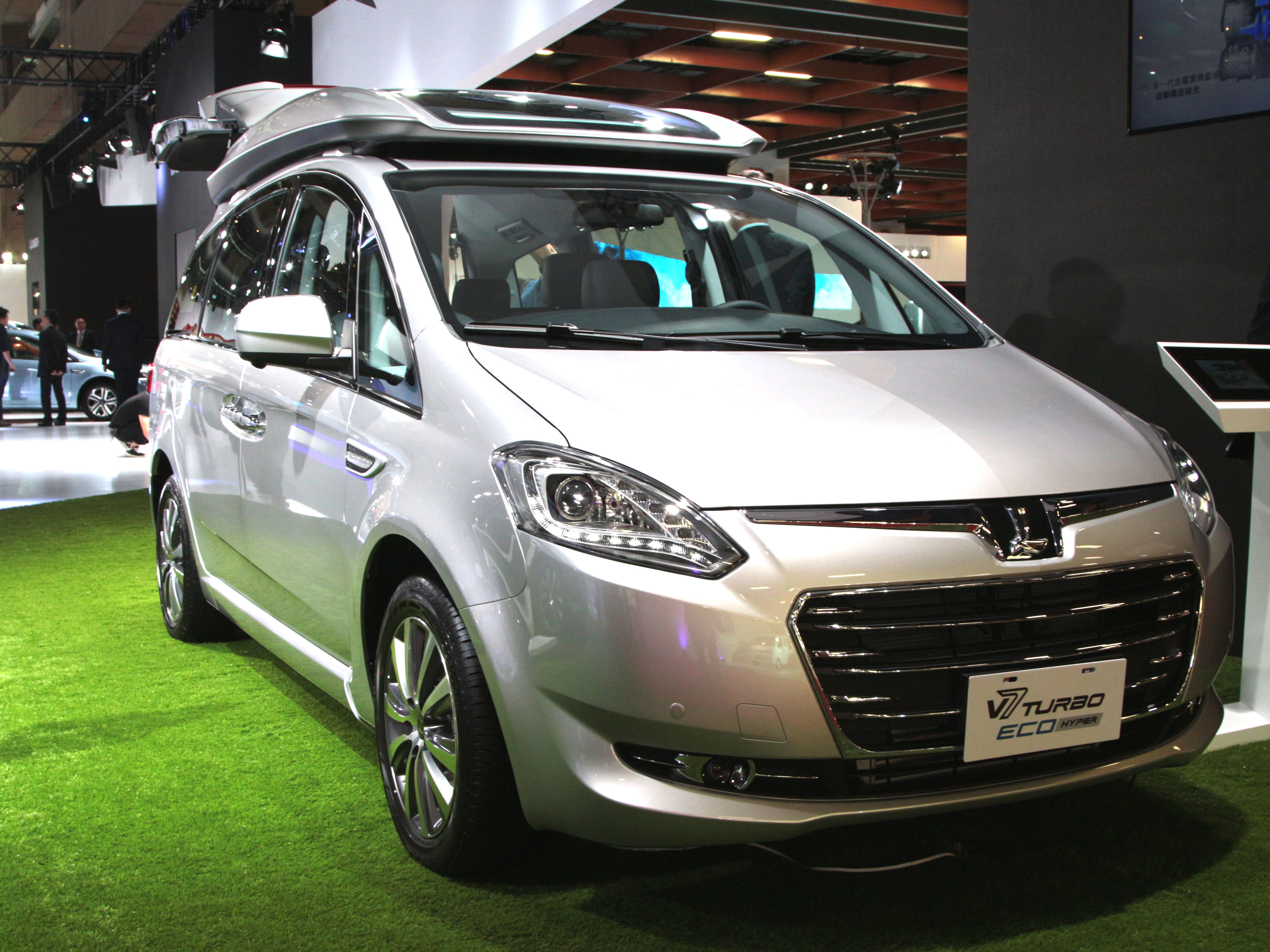
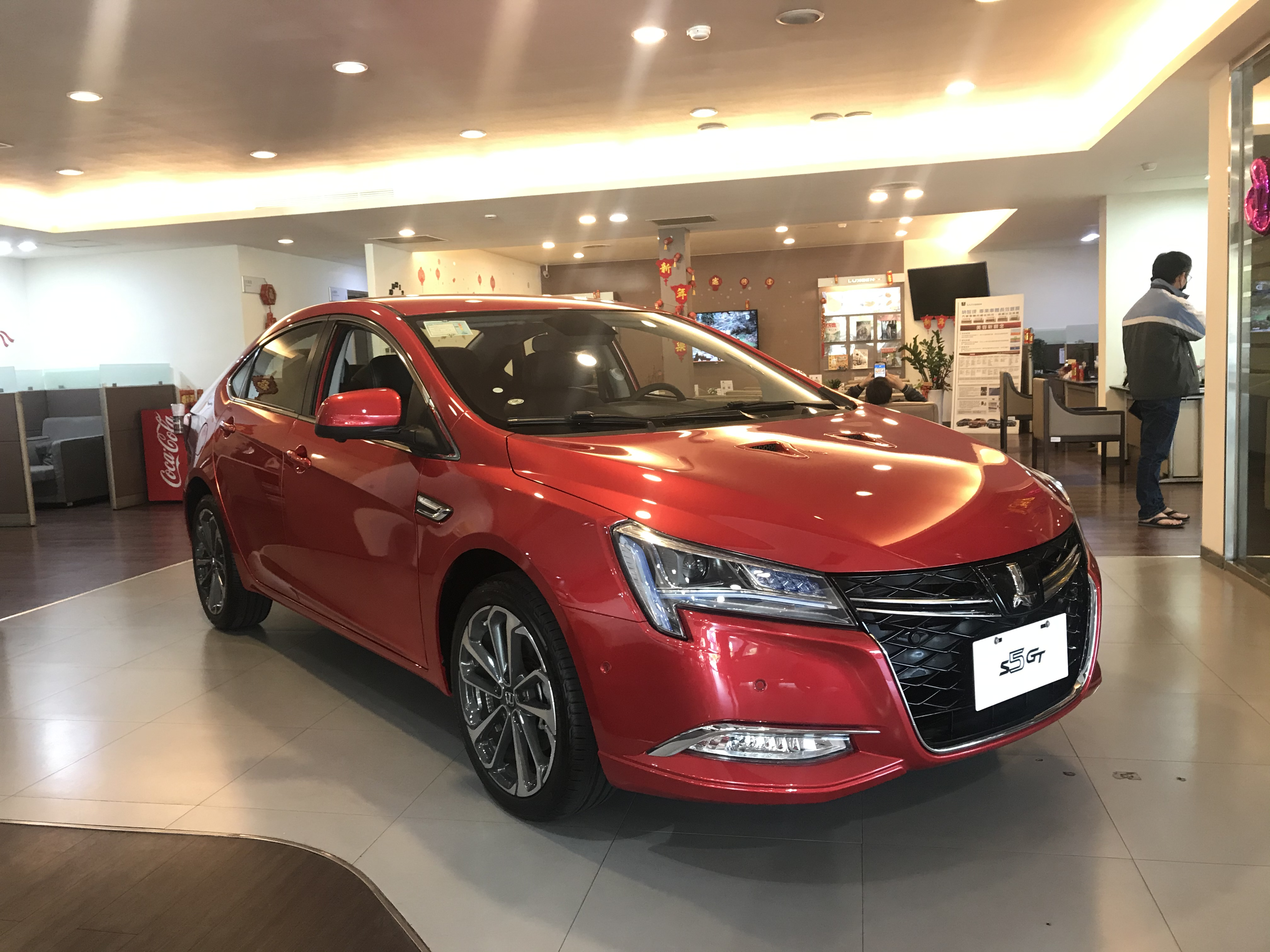
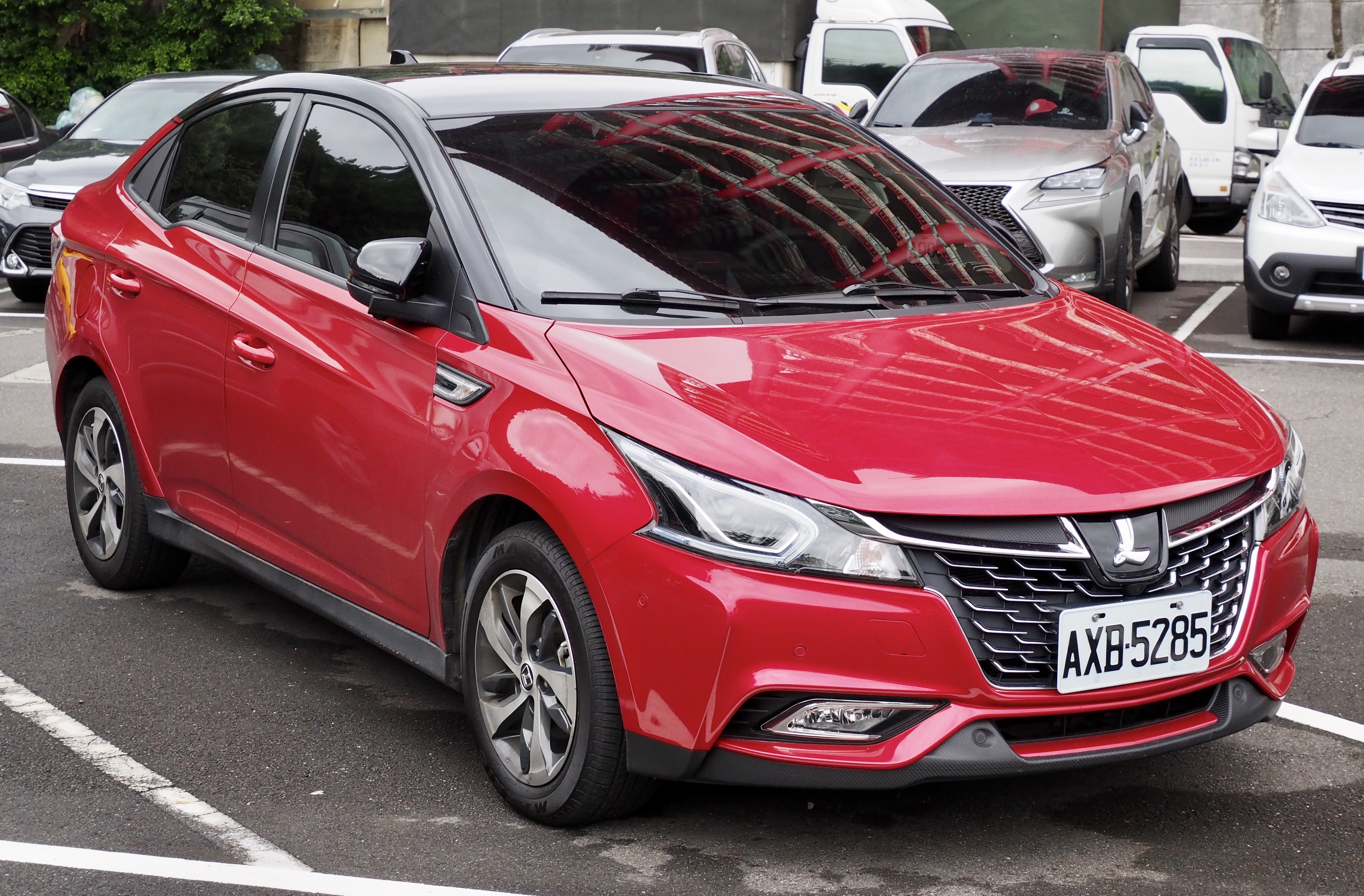
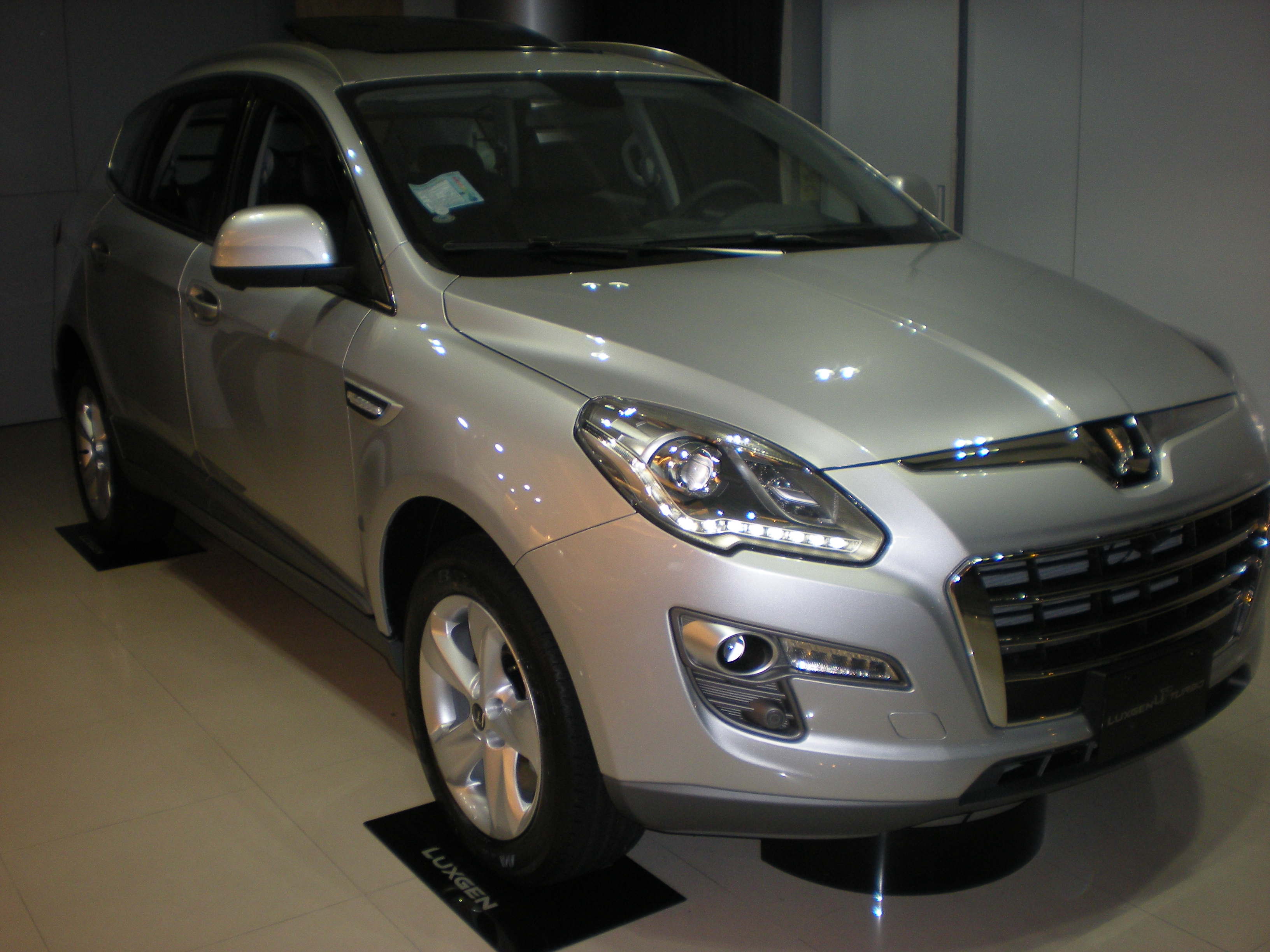
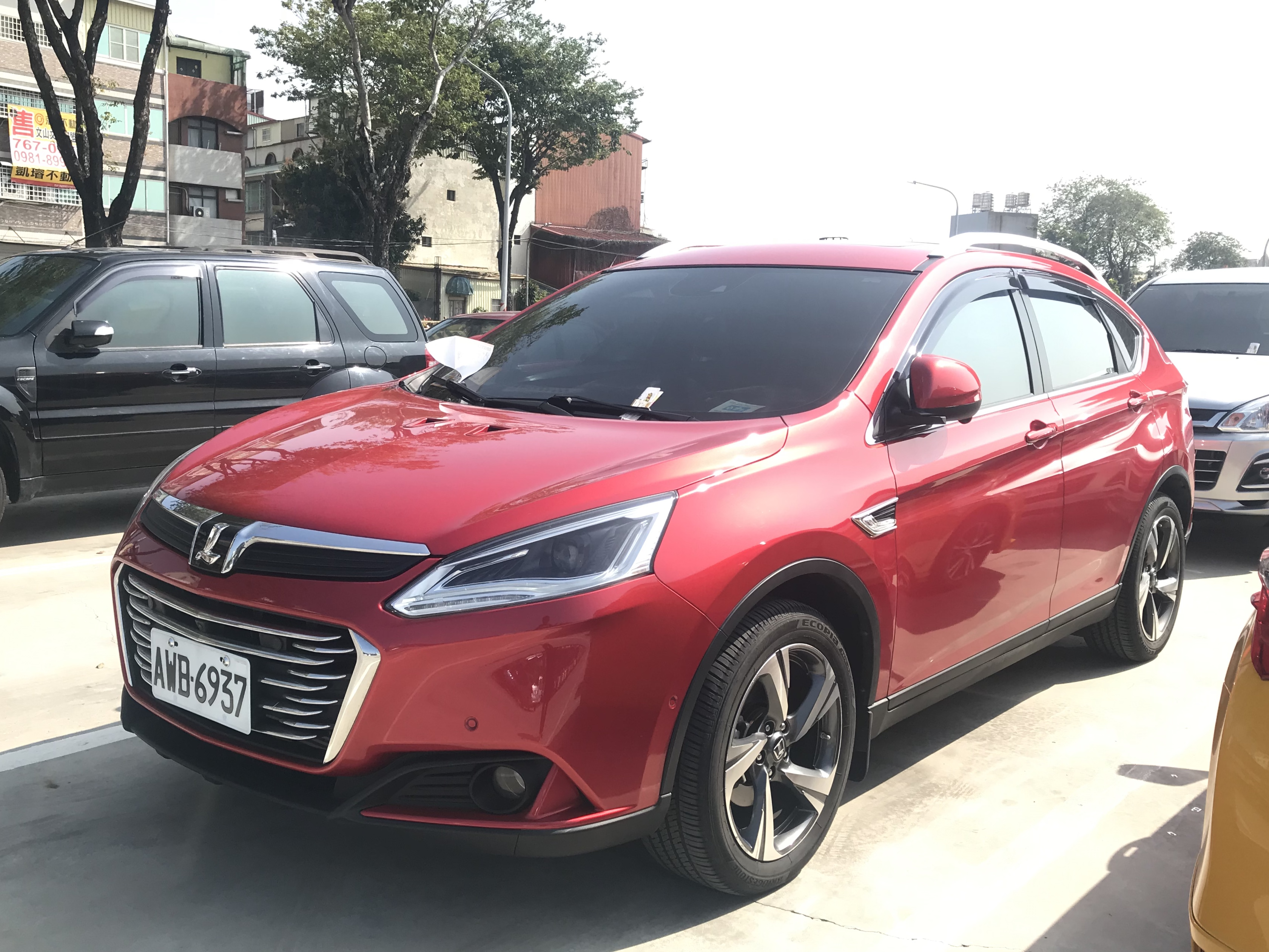
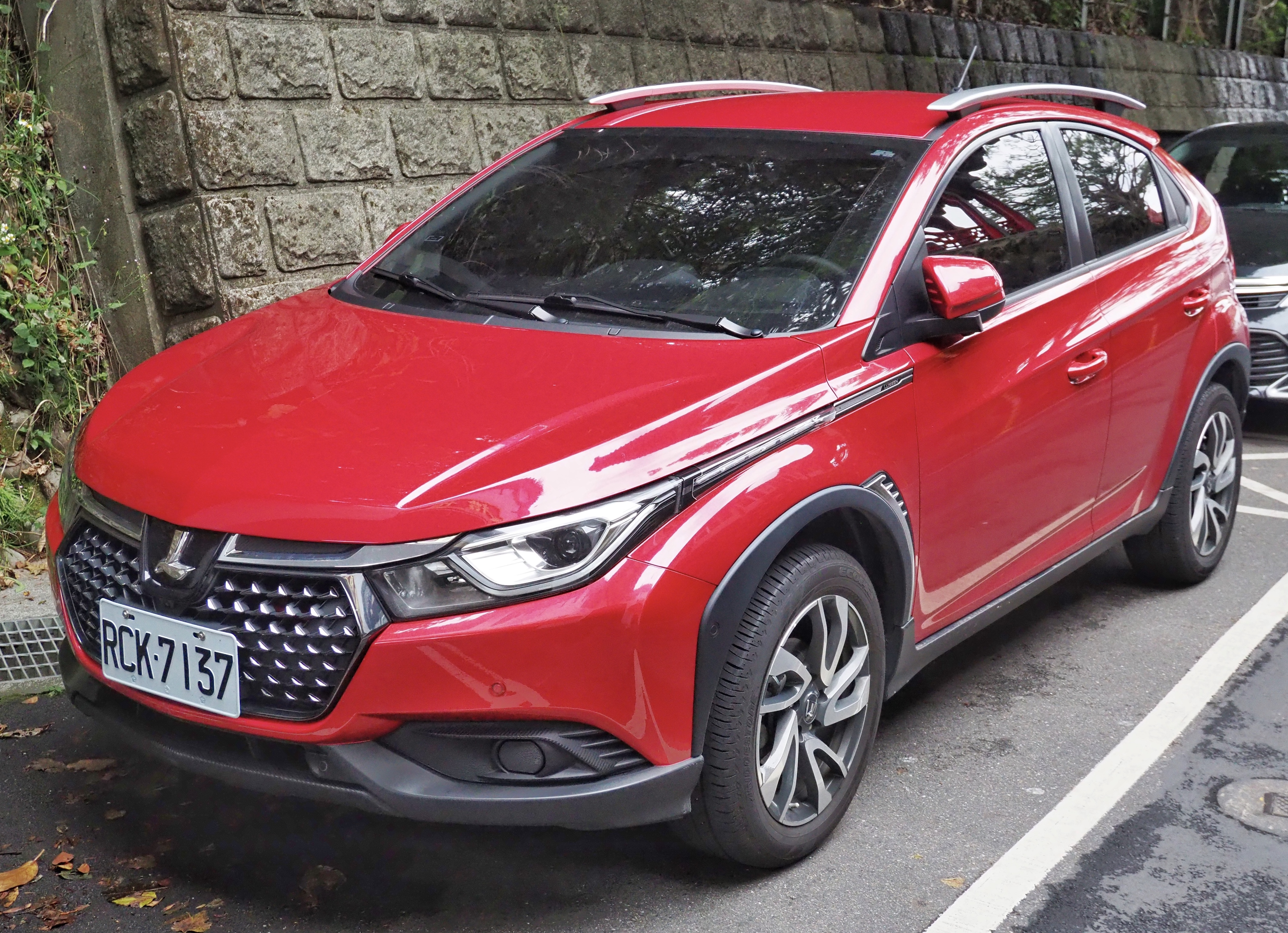
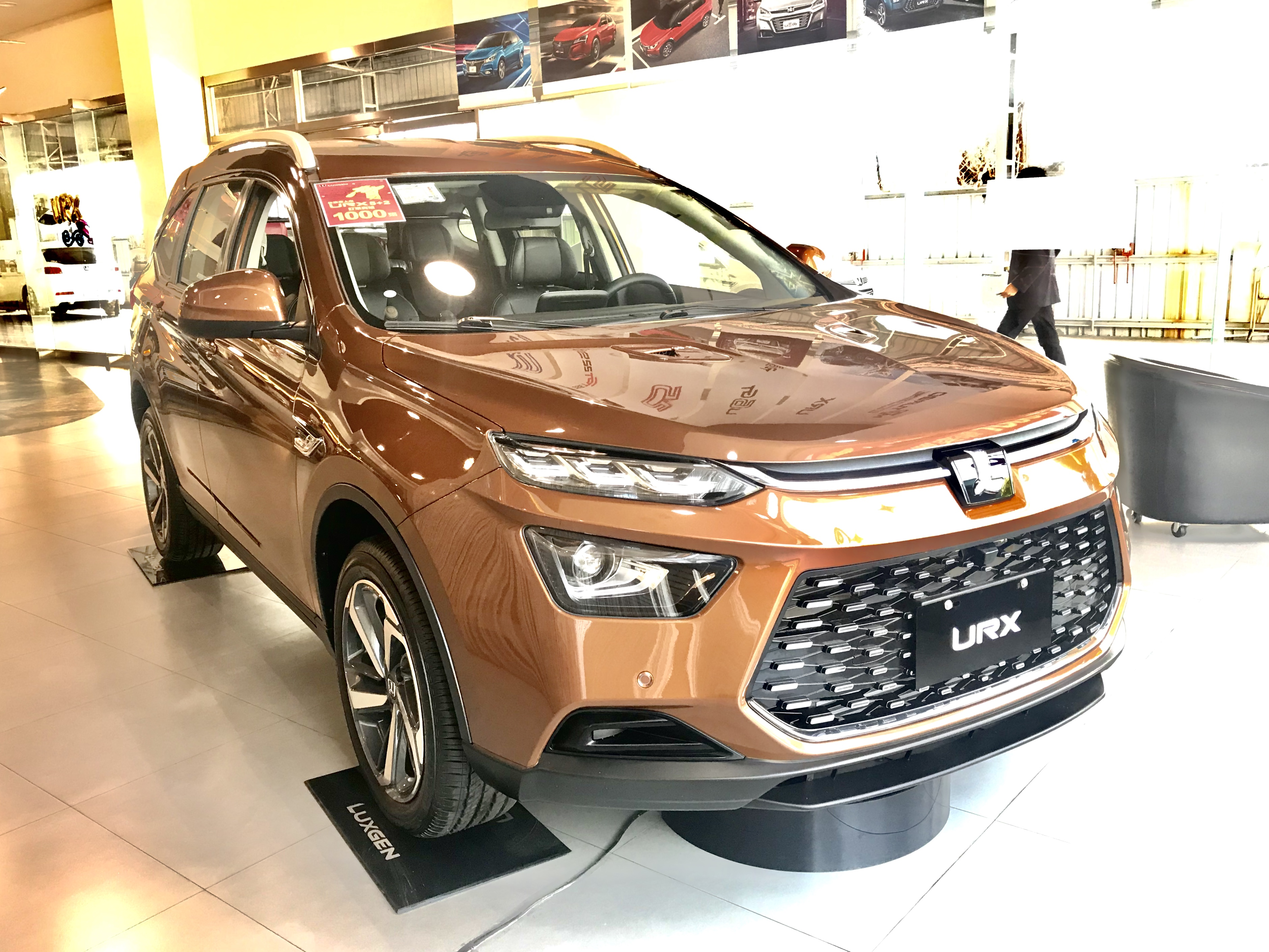